# Исикава (род)
Род Исикава (яп. 石川氏 Исикава-си) — японский самурайский род, который вел своё происхождение от линии Сэйва-Гэндзи (династия Минамото) .

## История
Родоначальником клана Исикава считается Минамото Ёситоки, сын Минамото-но Ёсихиэ.
Клан взял своё имя от района Исикава в провинции Кавати. В период Сэнгоку клан Исикава разделился на две основные линии: одна из них, поселившаяся в 15 веке в провинции Мино, стала вассалом династии Токугава. Исикава Кадзумаса (1534—1609), один из старших самураев Токугава Иэясу, в 1585 году перешел на сторону Тоётоми Хидэёси. В 1590 году Исикава Кадзумаса получил во владение домен Мацумото в провинции Синано (100 000 коку). В 1592 году Кадзумаса уступил власть в княжестве своему старшему сыну Ясунаге (1554—1643). В 1613 году Исикава Ясунага был обвинен в причастности к заговору Окубо Ясунаги и лишен своих владений. Линию Микава-Исикава продолжил Исикава Иэнари, дядя Кадзумасы. Потомки Иэнари правили в княжестве Исэ-Камеяма в период Эдо.
Другая линия рода Исикава из провинции Кавати стала родоначальником клана Накагава, который правил в Ока-хане в течение периода Эдо.

## Известные представители клана
- Исикава Ясумити (1554—1607)[1] , 1-й даймё Огаки-хана в провинции Мино (1600—1607), сын Исикавы Иэнари
- Исикава Тадафуса (1582—1651)[1] , 3-й даймё Огаки-хана (1609—1616), приёмный сын Исикавы Иэнари
- Исикава Киёканэ[1]
- Исикава Моримура
- Исикава Ясунага[1]
- Исикава Кадзунори
- Исикава Томодзи (1900—1940)[1]